# Vesna (odrůda jablek)
Vesna (Malus domestica 'Vesna') je ovocný strom, kultivar druhu jabloň domácí z čeledi  růžovitých. Plody jsou řazeny mezi podzimní odrůdy jablek , sklízí se v září, dozrává v říjnu, skladovatelné jsou do listopadu. Podle informací prodejců se však sklízí v srpnu. Je prodávána s označením že jde o letní sloupovitou odrůdu. 

## Historie

### Původ
Původem je z ČR, byla vyšlechtěna křížením odrůdy 'Šampion' s nepojmenovaným křížencem.

## Vlastnosti
Růst střední, habitus koruny spíše kulovitý. Řez snáší dobře, letní řez vhodný, vyžaduje probírku plůdků.

### Plodnost
Plodí brzy, pravidelně, a mnoho. Má sklon k vysoké násadě plůdků a tedy drobným plodům.

## Plod
Plod je kulatý, střední, podle jiného zdroje velký (220g). Slupka je slabě mastná, světle žlutá, krycí barva jasně červená. Dužnina sladce navinulá.

## Choroby a škůdci
Odrůda není napadána strupovitostí, ale málo odolná vůči padlí.